# مارچا شیمون
مارچا شیمون (مجاری: Marcsa Simon؛ ‏ ۱ ژانویهٔ ۱۸۸۲ – ۸ ژانویهٔ ۱۹۵۴) بازیگر اهل مجارستان بود.
از فیلم‌ها یا برنامه‌های تلویزیونی که وی در آن نقش داشته است، می‌توان به الیور توئیست، چتر سنت پیتر و تبعید اشاره کرد.